# Amrita Sher-Gil
Amrita Sher-Gil (Punjabi: امرِتا شیرگِل, ਅੰਮ੍ਰਿਤਾ ਸ਼ੇਰਗਿੱਲ) (Budapeste, 30 de janeiro de 1913 — Lahore, 5 de dezembro de 1941) foi uma artista e pintora indiana, uma das mais importantes artistas da Índia do século XX. Por causa de sua vida e obra, ela é às vezes conhecida como a 'Frida Kahlo da Índia'.

## Vida pessoal
Amrita nasceu em 1913, filha de um Sikh do Punjab e de uma mãe judia húngara, em Budapeste. Seu pai, Umrao Singh Sher-Gil Majithia, era um aristocrata sikh e especialista em sânscrito e língua persa. Sua mãe era Marie Antoniette Gottesmann, uma cantora de ópera. Sua mãe visitou a Índia como dama de companhia da princesa Bamba Sutherland, neta do marajá Ranjit Singh.
Amrita era a mais velha de duas irmãs. Sua irmã mais nova era Indira Sundaram, nascida em março de 1914, mãe da artista contemporânea Vivan Sundaram. Boa parte de sua infância foi passada em Budapeste, onde teve aulas com seu tio, que a guiou no caminho das artes. Em 1921, a família mudou-se para Shimla, na Índia, onde começou a ter aulas de piano e violino e aos 9 anos, junto de sua irmã mais nova, começaram a dar consertos e a atuar em peças no Teatro Gaiety, em Shimla. Apesar de pintar desde os 5 anos, Amrita só começou a ter aulas formais de pintura aos 8 anos, com Major Whitmarsh e depois com Beven Pateman.
Em 1923, sua mãe Marie conheceu um escultor italiano que morava em Shimla na época. Em 1924, quando ele retornou à Itália, Marie se mudou para lá com Amrita e a matriculou na Santa Annunziata, escola de arte em Florença. Apesar de Amrita não ter ficado muito tempo na escola e ter retornado à Índia no mesmo ano, foi lá que ela teve contato com os trabalhos dos mestres italianos.
Aos 16 anos, Amrita viajou de trem pela Europa com sua mãe, para estudar pintura em Paris, primeiro Académie de la Grande Chaumière, com Pierre Vaillant e Lucien Simon, e depois na École des Beaux-Arts (1930–34). Suas grandes inspirações foram Paul Cézanne e Paul Gauguin.

## Carreira
Suas primeiras pinturas mostram uma significativa influência das técnicas ocidentais, especialmente aquelas praticadas pelos círculos boêmios de Paris no começo dos anos 1930. Com seu quadro Young Girls, de 1932, ela foi descoberta pelo círculo artístico e foi selecionada para expôr trabalhos no Grande Salão de Paris, em 1933, o membro mais novo já selecionado para uma exposição do grande salão e a única asiática a receber tamanho reconhecimento.
Em 1934, Amrita começou a sentir saudade de casa. Ela então iniciou uma busca para redescobrir as tradições indianas na arte.
Em maio de 1935, ela conheceu o jornalista britânico, Malcolm Muggeridge, que trabalhava como editor assistente e escritor no jornal The Calcutta Statesman. O casal logo iniciou um romance, que resultou em um quadro de seu namorado, hoje na Galeria Nacional de Nova Deli. Por volta de setembro do mesmo ano, Marlcolm retornou à Inglaterra para um novo emprego. No ano seguinte, ela retomou sua busca pelas raízes indianas na arte, encorajada pelo crítico de arte e colecionador Karl Khandalavala. Amrita ficou profundamente impressionada e foi influenciada pelas escolas de pintura do Império Mogol e do povo Pahari e pelas pinturas das Grutas de Ajanta.
Em 1937, ela viajou pelo sul da Índia e produziu sua famosa trilogia de pinturas, Bride's Toilet, Brahmacharis e South Indian Villagers Going to Market, após visitar as grutas de Ajanta, passando então a retomar o estilo clássico de pintura indiana. Estes quadros revelam um apaixonado senso de cores e empatia pelos temas indianos, muitas vezes retratados pelo ocidente em pobreza e miséria. Por volta desta época, Amrita encontrou sua paixão e sua missão como artística, que era a de retratar a vida do povo indiano através das telas. É neste momento em que sua pintura se distingue de seus trabalhos iniciais. Assim ela disse à uma amiga:
| “ | Só posso pintar a Índia. A Europa pertence a Picasso, Matisse, Braque... Índia pertence apenas a mim. | ” |

Em 1938, Amrita casou-se com seu primo húngaro e médico Victor Egan, que se mudara para a Índia para morar com sua família paterna em Saraya, no Gorakhpur, Uttar Pradesh. Aqui inicia-se a segunda fase de sua pintura, com efeitos que impactaram a arte indiana, com a aprovação de artistas como Rabindranath Tagore e Jamini Roy. O assim chamado "Grupo de Calcutá", formado em 1943, composto por artistas de várias áreas, transformou o cenário artístico do país e Amrita foi uma forte influência dentro do grupo e nas pinturas dos Tagores, Rabindranath e Abanindranath, pioneiros nas Escola Bengalesa de Arte. Os retratos de Amrita de mulheres indianas podem ser vistos em trabalhos dos Tagores, com suas cores vibrantes.
Amrita queria retratar aqueles que não podiam ser vistos, aqueles que eram ignorados pelos grandes círculos artísticos. Ela queria retratar os pobres, os doentes, e suas pinturas são uma profunda reflexão a respeito de sua condição. Ela também se interessava por Gandhi, sua vida e sua filosofia. Apesar de sua família ser intimamente relacionada com o Raj Britânico, Amrita era uma simpatizante do Partido do Congresso Nacional Indiano, ligado ao movimento de independência.
Em setembro de 1941, Amrita e Victor se mudaram para Lahore, que ainda fazia parte da Índia, um grande centro cultural e artístico na época. Amrita era conhecida por seus diversos relacionamentos amorosos, tanto com homens como com mulheres, sendo muitos deles retratados em seus quadros. Na pintura Two Women, acredita-se que Amrita retratou a si mesma e sua amante, Marie Louise.

## Morte
Em 1941, alguns dias antes da abertura de sua maior exposição em Lahore, Amrita ficou gravemente doente e entrou em coma. Mais tarde, perto da meia-noite, ela faleceu aos 28 anos, sem nunca ninguém saber ao certo a causa. Foi sugerido que ela teria tido uma peritonite devido a um aborto mal feito e sua mãe chegou a acusar o próprio genro de ter matado a filha. Um dia depois de sua morte, a Grã-Bretanha declarou guerra contra a Hungria e Victor foi preso como inimigo de estado. Amrita foi cremada em 7 de dezembro de 1941, em Lahore.

## Legado
Amrita Sher-Fil influenciou uma geração inteira de artistas indianos, de Sayed Haider Raza a Arpita Singh. O governo da Índia declarou seus trabalhos como Tesouro Nacional da Arte e a maioria deles está hoje exposta na Galeria Nacional de Arte Moderna, em Nova Deli. Em 1978, um selo comemorativo foi criado pelo serviço dos correios da Índia, com seu quadro Hill Women e uma estrada com seu nome foi construída na capital.

## Obras selecionadas

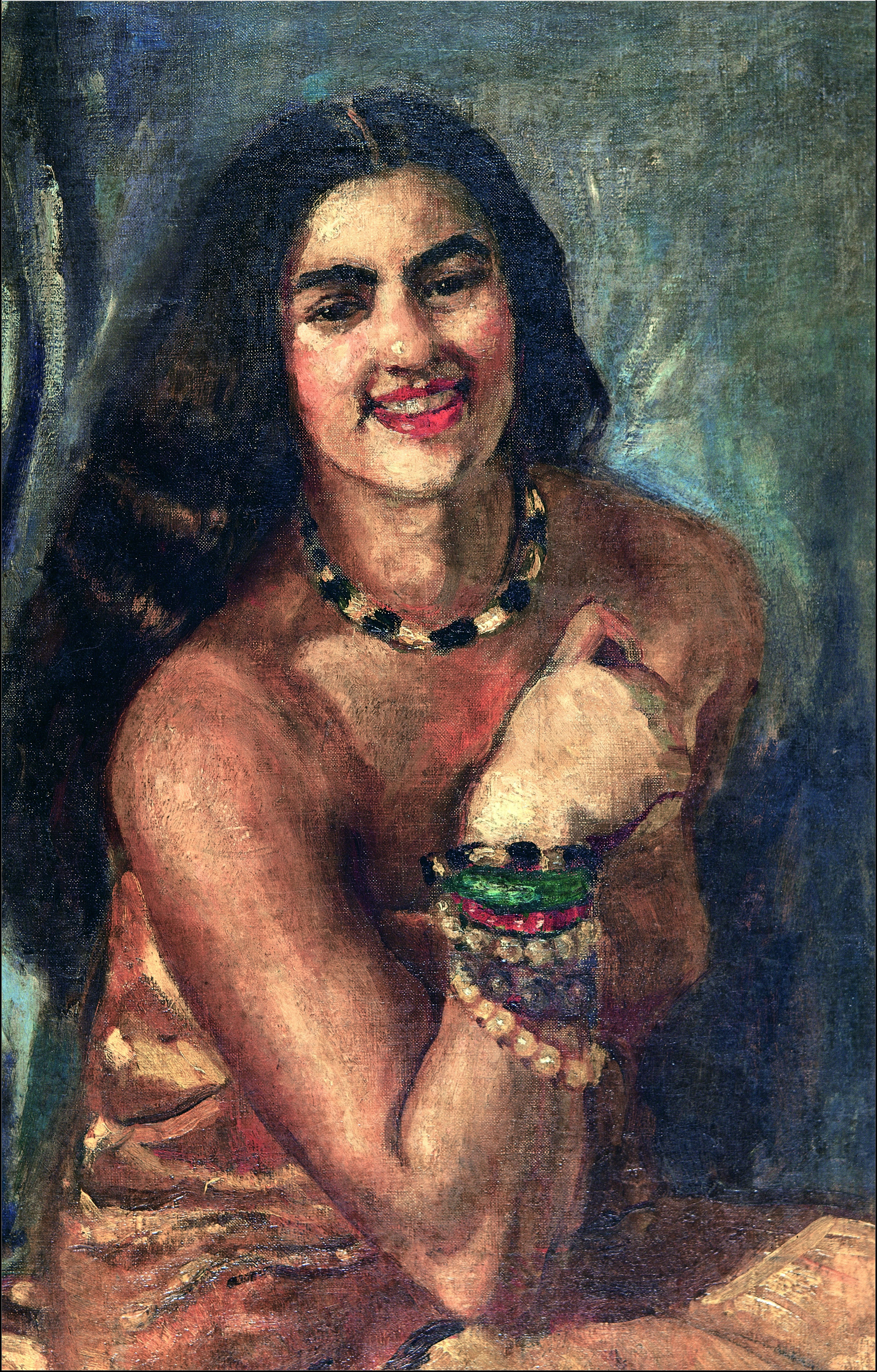
Auto-retrato, óleo sobre tela, 1930
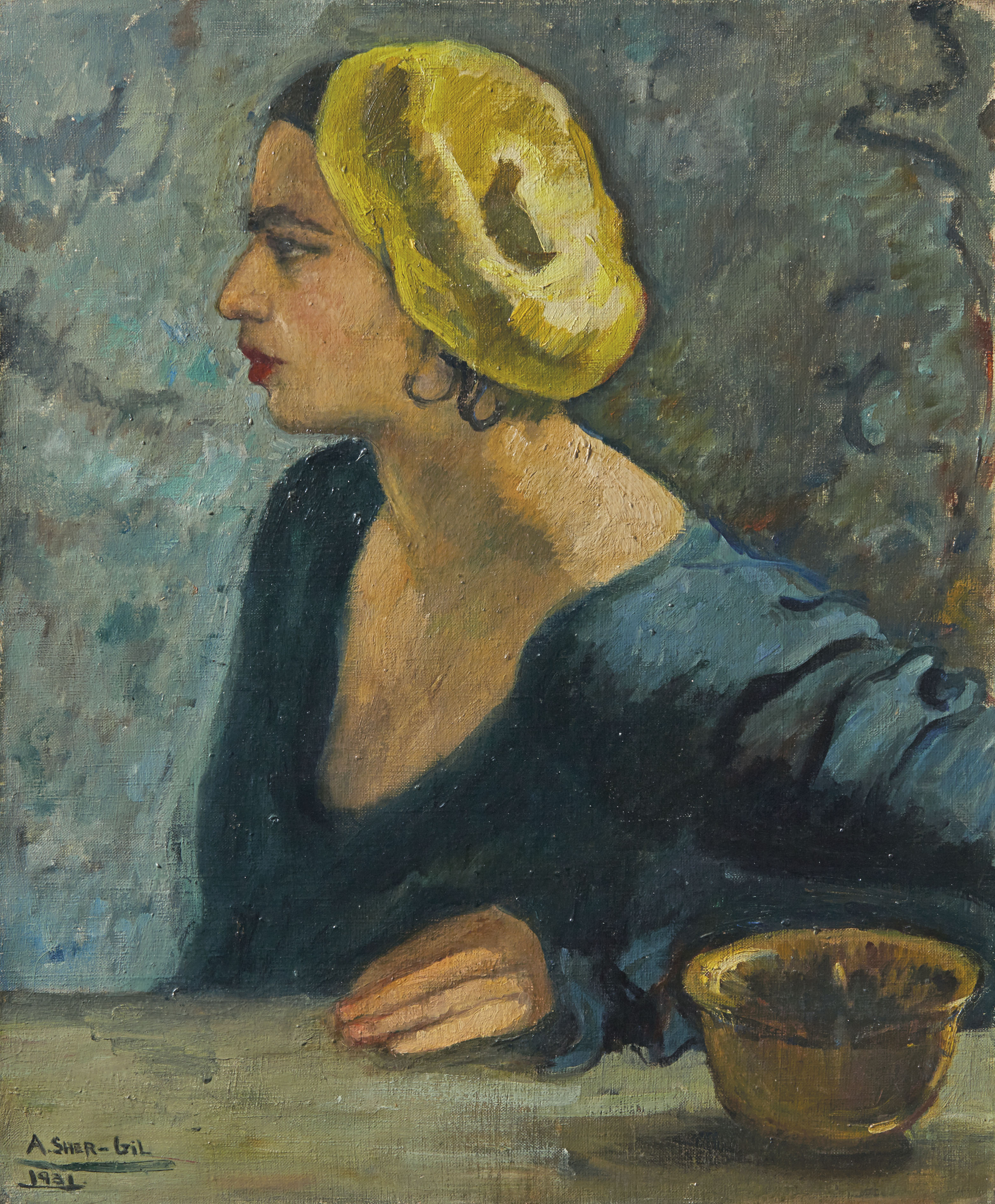
Auto-retrato, óleo sobre tela, 1931
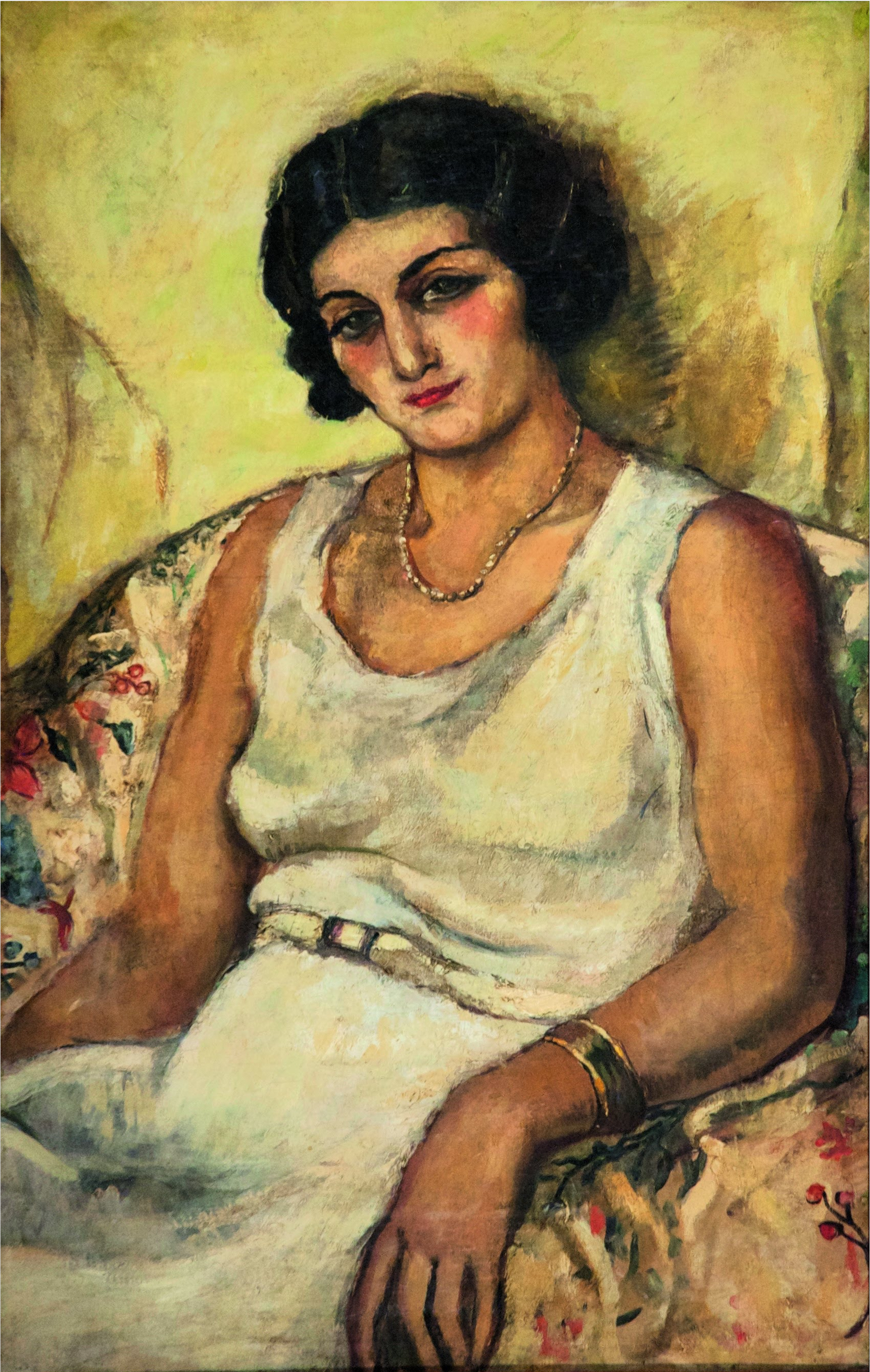
Klarra Szepessy, óleo sobre tela, 1932
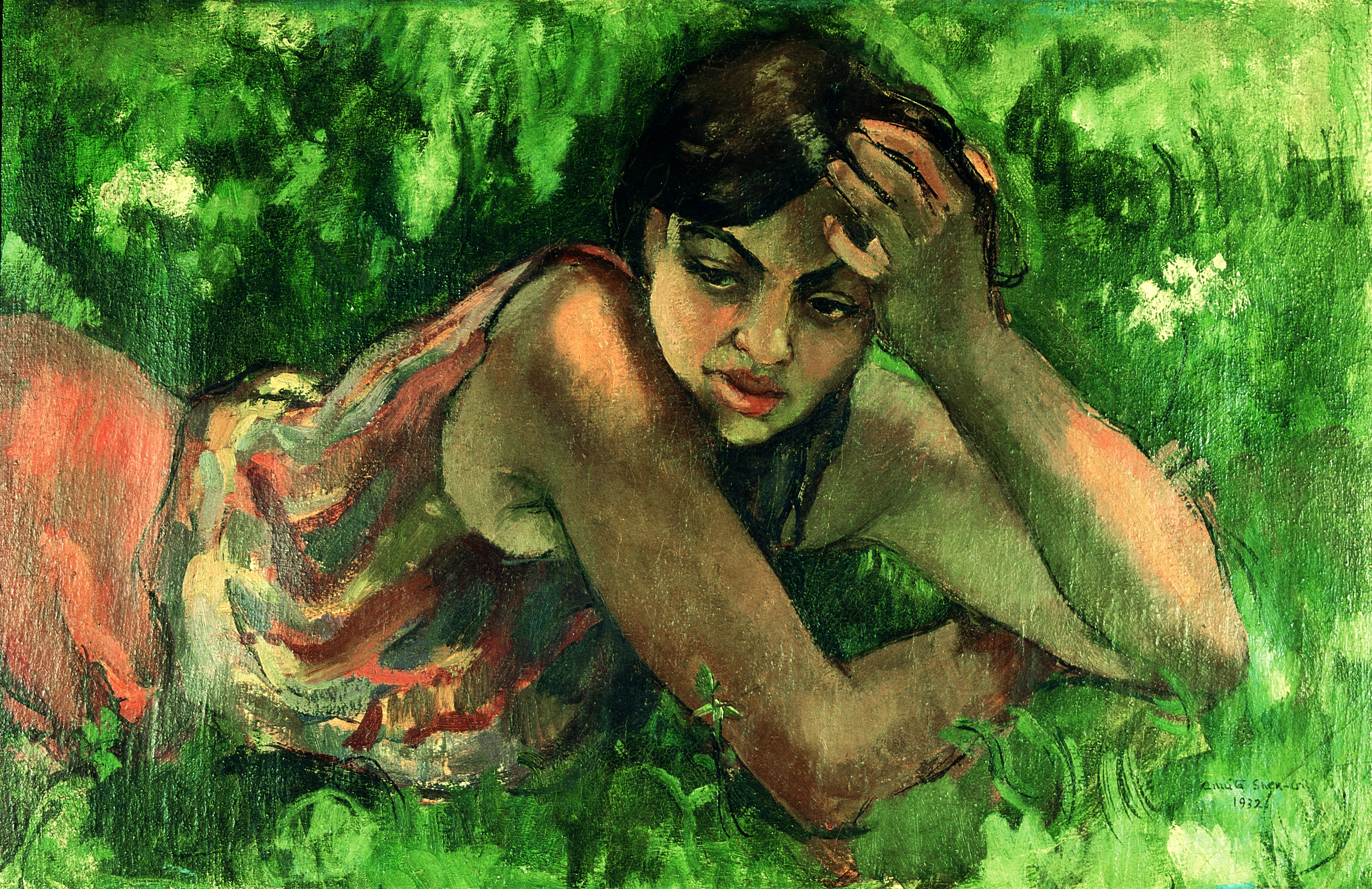
Hungarian Gypsy Girl, óleo sobre tela, 1932
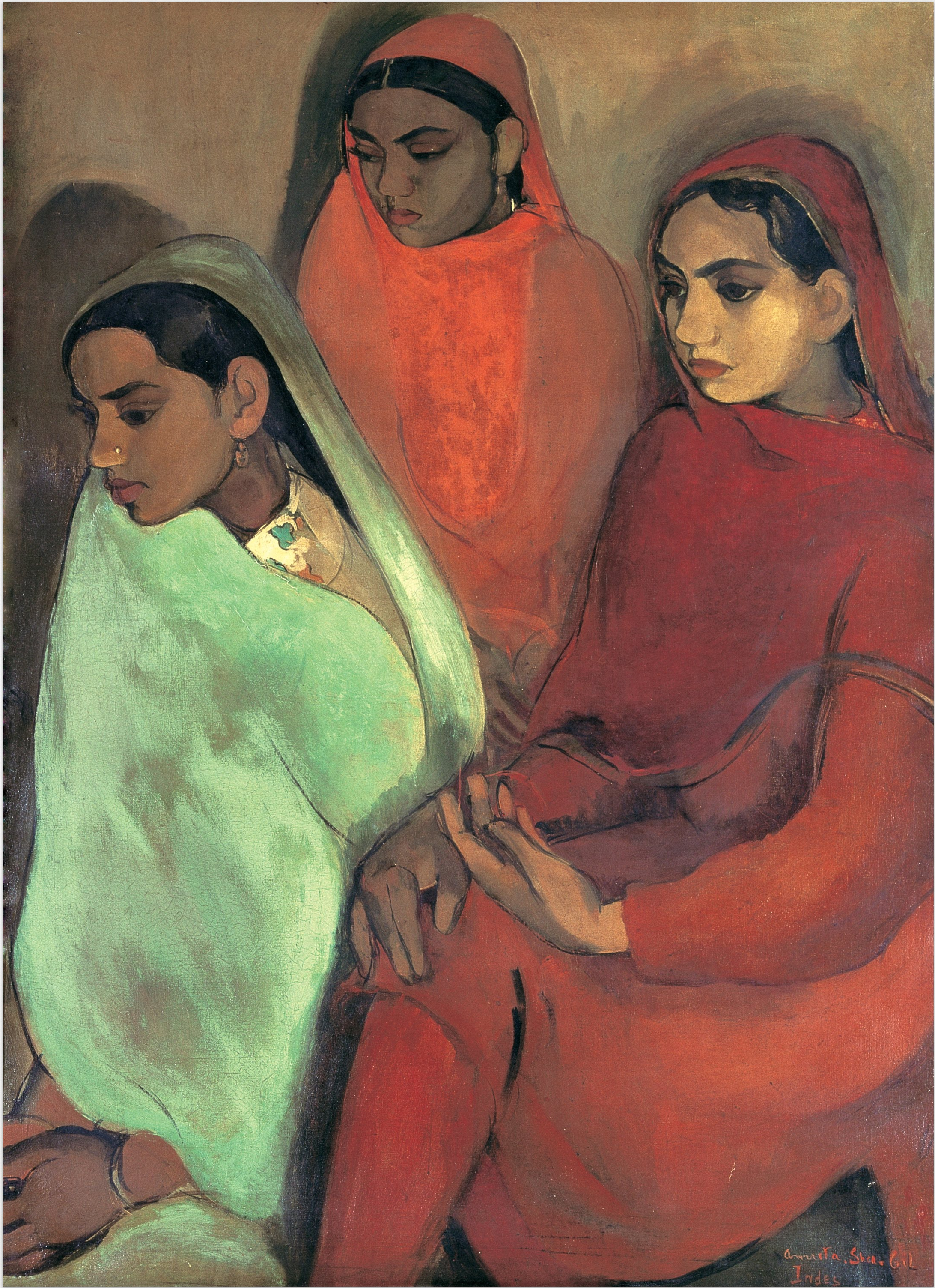
Group of Three Girls, óleo sobre tela, 1935
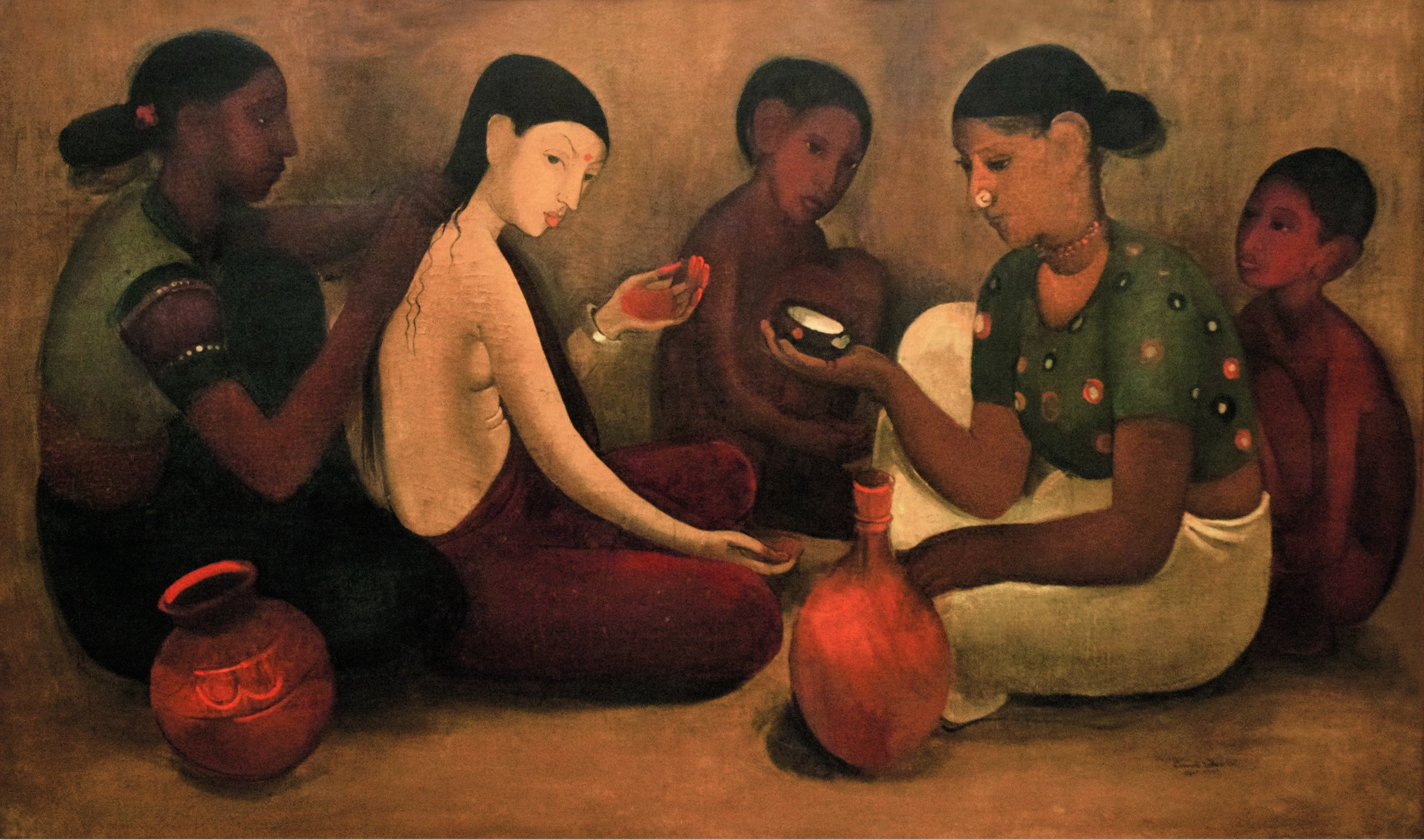
Bride's Toilet, 1937
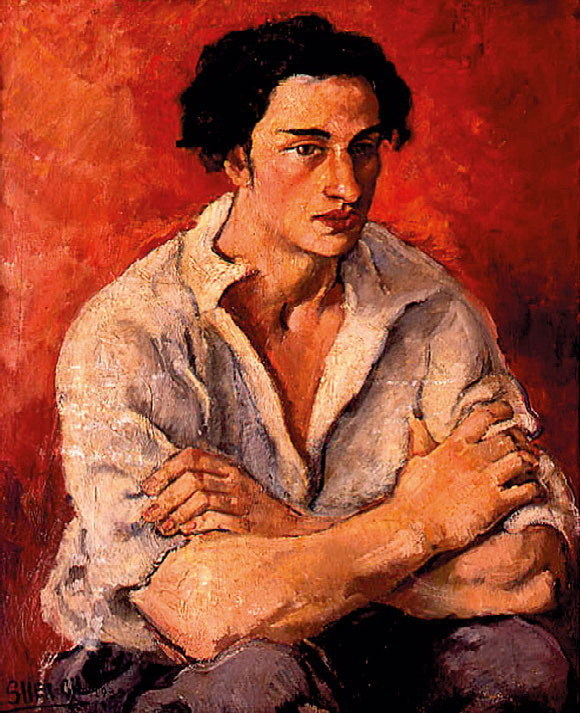
Retrato de jovem rapaz, óleo sobre tela, 1930
Village Scene, óleo sobre tela, 1938